# Polyphrix cristatus
Polyphrix cristatus là một loài tò vò trong họ Ichneumonidae.